# Kottur (berg i Island)
Kottur är ett berg i republiken Island. Det ligger i regionen Austurland, 400 km öster om huvudstaden Reykjavík. Toppen på Kottur är 736 meter över havet.
Runt Kottur är det mycket glesbefolkat, med 2 invånare per kvadratkilometer. Närmaste större samhälle är Fáskrúðsfjörður, nära Kottur. Trakten runt Kottur består i huvudsak av gräsmarker.